# Ньюбридж (станция)

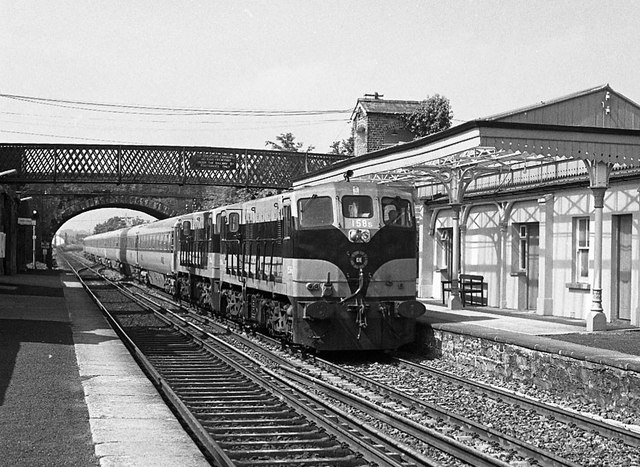

Ньюбридж — железнодорожная станция, открытая 4 августа 1846 года и обеспечивающая транспортной связью город Дройхад-Нуа в графстве Килдэр, Республика Ирландия. На станции было прекращено формирование товарных поездов 6 сентября 1976 года.